# Willis García (2001)
Willis García (18 de agosto de 2001) es un deportista venezolano que compite en judo. Ganó una medalla de oro en los Juegos Panamericanos de 2023, en la categoría de –66 kg.

## Palmarés internacional
| Juegos Panamericanos | Juegos Panamericanos | Juegos Panamericanos | Juegos Panamericanos |
| Año                  | Lugar                | Medalla              | Categoría            |
| -------------------- | -------------------- | -------------------- | -------------------- |
| 2023                 | Santiago (Chile)     | Medalla de oro       | –66 kg               |